# Mistrovství světa ve fotbale žen 2027
Mistrovství světa ve fotbale žen 2027 bude 10. mistrovství ve fotbale žen pořádané fotbalovou asociací FIFA. Koná se od 24. června do 25. července 2027 v Brazílii. 

## Kandidáti na pořadatelství
Dne 23. března 2023 oznámila FIFA, že členské asociace, které mají zájem o hostování turnaje, musejí do 21. dubna 2023 předložit prohlášení o zájmu a do 8. prosince 2023 předložit kompletní soubor nabídkových dokumentů. .
Zpočátku sedm zemí uvedlo zájem o pořádání akcí: Brazílie, Jihoafrická republika a společná nabídka Belgie, Nizozemska s Německem a USA s Mexikem. Dne 24. listopadu 2023 ukončila svou kandidaturu Jihoafrická republika s tím, že se více zaměří na předložení nabídky na mistrovství světa žen ve fotbale 2031. Do 8. prosince 2023 předložily FIFA nabídkové knihy a dokumenty Brazílie, Belgie s Nizozemskem a Německem a USA s Mexikem. USA s Mexikem stáhly svou kandidaturu 29. dubna 2024, jelikož by to mohlo způsobit nesourodost s Mistrovství světa ve fotbale mužů 2026, které hostují společně s Kanadou, a tak se také více zaměří na předložení nabídky na mistrovství světa žen ve fotbale 2031. 
Konečné hlasování proběhlo 17. května 2024 v Bangkoku.
| Země                         | Počet hlasů |
| ---------------------------- | ----------- |
| Brazílie                     | 119         |
| Belgie, Nizozemsko a Německo | 78          |
| zdrželo se                   | 10          |

## Kvalifikace
Závěrečného turnaje se zúčastní 32 národních týmů. O 31 míst se bojuje v kvalifikaci a pouze Brazílie má účast jako pořádající země zajištěnou předem. 

### Seznam kvalifikovaných týmů
| Tým      | Kvalifikován jako | Datum zajištění účasti | Pořadí účasti na MS | Poslední účast | Nejlepší umístění |
| -------- | ----------------- | ---------------------- | ------------------- | -------------- | ----------------- |
| Brazílie | Hostitel          | 17. května 2024        | 10.                 | 2023           | 2. místo (2007)   |